# (5313) Nunes
(5313) Nunes est un astéroïde de la ceinture principale.

## Description
(5313) Nunes est un astéroïde de la ceinture principale. Il fut découvert le 18 septembre 1982 à La Silla par Henri Debehogne. Il présente une orbite caractérisée par un demi-grand axe de 2,22 UA, une excentricité de 0,12 et une inclinaison de 4,5° par rapport à l'écliptique.

## Compléments